# Tadej Brate
Tadej Brate, slovenski strokovnjak za varstvo tehnične dediščine, industrijski arheolog in publicist, * 31. marec 1947, Ljubljana, Slovenija, † 11. januar 2022, Ljubljana, Slovenija.

## Življenjepis
Tadej Brate je leta 1971 diplomiral na FS Univerze v Ljubljani in 1997 opravil magisterij na Univerzi v Birminghamu v Združenem kraljestvu. Po različnih zaposlitvah v industriji in gospodarstvu (Iskra BAŽ, RTV Ljubljana, Elektrotehniška šola, Tuba, Iskra Avtomatika) je bil od leta 1984 do leta 2012 zaposlen na Zavodu RS za varstvo naravne in kulturne dediščine (kasneje reorganiziran v Upravo za kulturno dediščino). Po letu 2004 je bil po novi reorganizaciji služb za varstvo kulturne dediščine konservator za tehniško dediščino Zavoda za varstvo kulturne dediščine RS. Na tem delovnem mestu je delal do upokojitve 1. febraurja 2012. Intenzivno se je ukvarjal s tehniško dediščino Idrije, še naprej pa se je ukvarjal z restavriranjem tirnih vozil.  Pri svojem raziskovalnem delu se je opredelil zlasti za proučevanje zgodovine tehnike, razvoja industrije in zgodovine tirnih vozil, od vlakov do tramvajev. Leta 2014 je doktoriral na Univerzi v Ljubljani na Biotehniški fakulteti na oddelku za gozdarstvo. Ljubljanski tramvaj, ki ga je pomagal restavrirati, je shranjen v Tehniškem muzeju v Bistri.
Objavil je več knjig in samostojnih publikacij (nekatere tudi v soavtorstvu).

## Nekatera dela
- Gozdne železnice na Slovenskem (COBISS)
- Lokomotive Bohinjske železnice (COBISS)
- Die Dampflokomotiven Jugoslawiens (COBISS)
- Ljubljanski tramvaj – včeraj–danes–jutri (1997) (COBISS)
- Industrijska arhitektura v Ljubljani (COBISS)
- Idrijske klavže (COBISS)
- Tehniški spomeniki Slovenije (COBISS)
- Ljubljanski tramvaj (1990) (COBISS)
- Zgodovina mestnega prometa v Ljubljani (2005) (COBISS)
- Ljubljanski javni promet v slikah (2008) (COBISS)
- Slovenske muzejske lokomotive. (2004) (COBISS)
- 150 let oskrbe s plinom v Ljubljani, (2011) (COBISS)
- Sto let mestne elektrarne Ljubljanske, (2002) (COBISS)
- Parenzana - železnica za vse čase, (2007) (COBISS)
- Vodarna in elektrarna mesta Kočevje, (1996) (COBISS)
- Tramvaj pripoveduje, (2001) (COBISS)
- Sto let Kočevske železnice, (1993) (COBISS)
- Pozabljena železnica (2007) (COBISS)
- Borovniški viadukt, (2007) (COBISS)
- Zadnje parne lokomotive na Slovenskem, (2006) (COBISS)
- Zgodovina Slovenskih železnic na razglednicah, (2013) (COBISS)
- Tramvaj - iz preteklosti v bodočnost (2013) (COBISS)